# Ivica Piljanovic
Ivica Piljanovic (* 7. September 1976 in Gießen) ist ein ehemaliger deutscher Basketballspieler.

## Werdegang
Der 1,95 Meter große Flügelspieler wurde 1994 aus der eigenen Jugend kommend in das Bundesliga-Aufgebot des MTV 1846 Gießen aufgenommen. In den Spieljahren 1995/96, 1996/97 und 1997/98 bestritt er insgesamt zehn Spiele für den Bundesligisten. Im November 1996 nahm er an einem Spiel des europäischen Vereinswettbewerbs Korać-Cup teil. Neben seinen Einsätzen in Gießen sammelte er Spielerfahrung beim TV Lich. Er wechselte 1998 zum VfB Gießen.
In der Sommerpause 2000 verließ er den Regionalligisten VfB Gießen und schloss sich dem TSV Grünberg in der 2. Basketball-Bundesliga an. In der Saison 2001/02 stand er in Diensten des OSC Magdeburg (2. Bundesliga Nord) und im Spieljahr 2002/03 von Avitos Lich (2. Bundesliga Süd).
Er betreute die U19-Bundesliga-Mannschaft der Basketball-Akademie Gießen Mittelhessen als Trainer, von April 2017 bis Februar 2018 hatte er beim TV Lich das Traineramt in der Regionalliga inne. 2019 wurde er Trainer der U19-Mannschaft der Gießen 46ers in der Nachwuchs-Basketball-Bundesliga. Ab Dezember 2020 war er Assistenztrainer von Lutz Mandler bei Gießens zweiter Herrenmannschaft Rackelos in der 2. Bundesliga ProB. Im Sommer 2022 übernahm er das Traineramt bei den BBA Gießen 46ers in der 1. Regionalliga Südwest, die dort die Nachfolge der Rackelos antraten.